# Roland Gehrke (Historiker)
Roland Gehrke (* 15. Juli 1966 in Hamburg) ist ein deutscher Neuzeit- und Osteuropahistoriker sowie Slawist.

## Leben
Roland Gehrke studierte nach Abitur und Wehrdienst Mittlere und Neuere Geschichte, Slawistik und Öffentliches Recht an der Universität Hamburg. Seit dem Studium ist er Mitglied der Landsmannschaft Mecklenburgia Rostock zu Hamburg im CC. Nach dem Magisterabschluss 1995 hatte er 1997/1998 ein Immanuel-Kant-Promotionsstipendium, mit dem er mehrere Forschungsaufenthalte in Polen absolvierte. Nach der Promotion 1999 in Hamburg mit der Dissertation über den „polnischen Westgedanken“ war er von 2000 bis 2008 Wissenschaftlicher Mitarbeiter am Lehrstuhl für Geschichte der Frühen Neuzeit an der Universität Stuttgart für den Projektbereich „Schlesische Geschichte“ zuständig. Seit März 2009 vertritt er die Stelle des Studiengangsmanagers am Historischen Institut. 2009 wurde sein Habilitationsverfahren (mit einer Habilitationsschrift über den provinzialständischen Parlamentarismus in Schlesien) abgeschlossen.
Seine Forschungsschwerpunkte sind Frühparlamentarismus und Konstitutionalismus in Mitteleuropa im 19. Jahrhundert sowie die Geschichte der preußischen Provinz Schlesien (1740–1945); dabei liegt ein Schwerpunkt auf Wirtschaft, Kultur und politischer Aktivität des schlesischen Adels. Weiterhin forscht er zur Geschichte Polens von der Mitte des 18. bis zur Mitte des 20. Jahrhunderts und zur Geschichte des Nationalismus in Ostmitteleuropa seit Beginn des 19. Jahrhunderts. Zudem ist er Mitglied der Historischen Kommission für Schlesien.

## Schriften (Auswahl)
Monografien
- Die Hanse und Polen. Nordostdeutsches Kulturwerk, Lüneburg 1996, ISBN 3-922296-96-3.
- Der polnische Westgedanke bis zur Wiedererrichtung des polnischen Staates nach Ende des Ersten Weltkrieges. Genese und Begründung polnischer Gebietsansprüche gegenüber Deutschland im Zeitalter des europäischen Nationalismus. Herder-Institut, Marburg 2001, ISBN 3-87969-288-2.
- Landtag und Öffentlichkeit. Provinzialständischer Parlamentarismus in Schlesien 1825–1845. Böhlau, Köln 2009, ISBN 978-3-412-20413-6.

Herausgeberschaften
- Aufbrüche in die Moderne. Frühparlamentarismus zwischen altständischer Ordnung und monarchischem Konstitutionalismus, 1750–1850. Schlesien – Deutschland – Mitteleuropa. Böhlau, Köln 2005, ISBN 3-412-20405-6.
- Von Breslau nach Leipzig. Wahrnehmung, Erinnerung und Deutung der antinapoleonischen Befreiungskriege. Böhlau, Köln 2014, ISBN 3-412-22159-7.
- mit Joachim Bahlcke: Gelehrte – Schulen – Netzwerke. Geschichtsforscher in Schlesien im langen 19. Jahrhundert. Böhlau, Köln 2019, ISBN 978-3-412-51666-6.